# San Francisco Film Critics Circle
San Francisco Film Critics Circle je organizace založená v roce 2002, skládající se ze skupiny filmových kritiků a novinářů ze San Francisca v Kalifornii. Každoročně předává na konci roku ceny San Francisco Film Critics Circle Award těm nejlepším filmům z předchozího roku.

## Kategorie
- Nejlepší film
- Nejlepší režisér
- Nejlepší adaptovaný scénář
- Nejlepší původní scénář
- Nejlepší herec v hlavní roli
- Nejlepší herečka v hlavní roli
- Nejlepší herec ve vedlejší roli
- Nejlepší herečka ve vedlejší roli
- Nejlepší cizojazyčný film
- Nejlepší dokument
- Nejlepší skladatel
- Nejlepší kamera
- Nejlepší  střih
- Nejlepší výprava
- Ocenění Marlon Riggs
- Speciální ocenění

## Rekordy
6 cen: Moonlight (2016), Bokovka (2004)
4 ceny: Chlapectví (2014), Milk (2008)
3 ceny: Parazit (2019), Šílený Max: Zběsilá cesta (2015), Birdman (2014), Strom života (2011), The Social Network (2010), Jako malé děti (2006) Zkrocená hora (2005)